# Cosmia obsoleta
Cosmia obsoleta là một loài bướm đêm trong họ Noctuidae.